# Volodymyr Tukmakov
Volodymyr Borysovyć Tukmakov (in ucraino Володимир Борисович Тукмаков?; Odessa, 5 marzo 1946) è uno scacchista ucraino (sovietico fino al 1992).

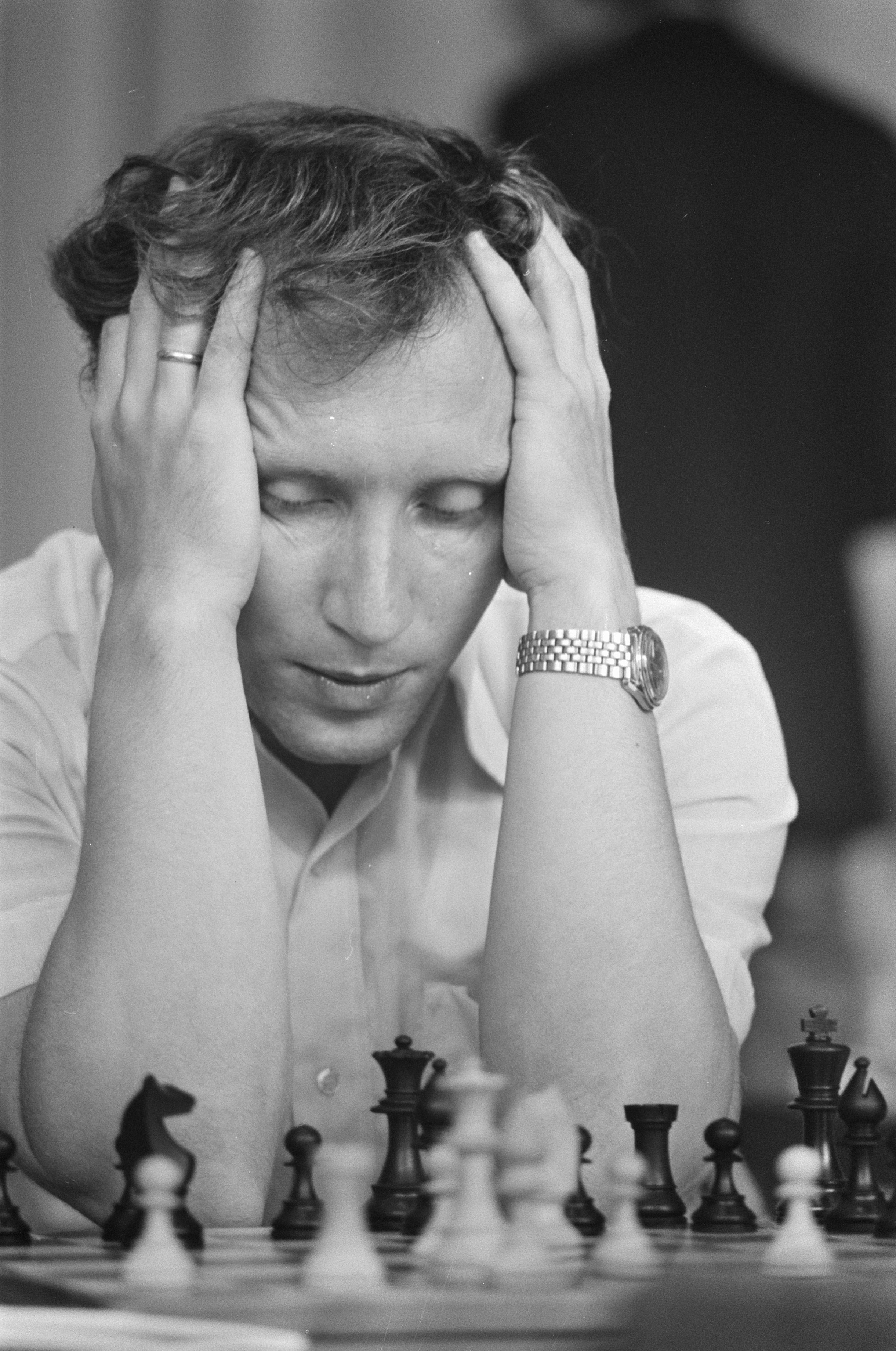
Tukmakov (Amsterdam, 1974)

Grande maestro dal 1972, vinse con la squadra sovietica il campionato del mondo per studenti per cinque volte consecutive dal 1966 al 1972, ottenendo nove medaglie d'oro, di cui quattro individuali. Partecipò al campionato europeo a squadre nel 1973, 1983 e 1989, ottenendo cinque medaglie d'oro, tre di squadra e due individuali.
Partecipò a tredici campionati sovietici, ottenendo il secondo posto a Riga nel 1970 (dietro a Viktor Korčnoj), Baku 1972 (dietro a Michail Tal') e Mosca 1983 (dietro a Anatolij Karpov). Vinse il campionato ucraino nel 1970.
Alle Olimpiadi di Salonicco 1984 realizzò +5 =4 –1, vincendo la medaglia d'oro di squadra.
Tra gli altri migliori risultati i seguenti:
- 1965 : 3º al campionato del mondo juniores di Barcellona
- 1970 : 2º a Buenos Aires dietro a Bobby Fischer
- 1973 : 2º a Madrid dietro a Karpov
- 1974 : = 1º al torneo IBM di Amsterdam con Jansa e Ivkov
- 1977 : 1º al campionato cecoslovacco open di Děčín
- 1978 : 1º a Vilnius, precedendo Tigran Petrosyan; =1º con Gyula Sax a Las Palmas
- 1980 : 1º a Malta
- 1982 : 2º a Erevan dietro a Jusupov
- 1984 : = 2º a Tilburg con Miles
- 1987 : = 2º con Ulf Andersson a Dortmund
- 1988 : 1º al torneo di Capodanno di Reggio Emilia; = 1º con Karpov nel torneo rapid di Gijón
- 1989 : 1º nel campionato canadese open
- 1990 : = 1º ad Amsterdam con Judit Polgár
- 1994 : 1º nel campionato canadese open

Fece da capitano alla vittoriosa squadra ucraina nelle Olimpiadi di Calvià 2004.